# Mochoryne
 (novembre 2023).
La mise en forme du texte ne suit pas les recommandations de Wikipédia : il faut le « wikifier ».
Les points d'amélioration suivants sont les cas les plus fréquents :
- Les titres sont pré-formatés par le logiciel. Ils ne sont ni en capitales, ni en gras.
- Le texte ne doit pas être écrit en capitales (les noms de famille non plus), ni en gras, ni en italique, ni en « petit »…
- Le gras n'est utilisé que pour surligner le titre de l'article dans l'introduction, une seule fois.
- L'italique est rarement utilisé : mots en langue étrangère, titres d'œuvres, noms de bateaux, etc.
- Les citations ne sont pas en italique mais en corps de texte normal. Elles sont entourées par des guillemets français : « et ».
- Les listes à puces sont à éviter, des paragraphes rédigés étant largement préférés. Les tableaux sont à réserver à la présentation de données structurées (résultats, etc.).
- Les appels de note de bas de page (petits chiffres en exposant, introduits par l'outil «  Source ») sont à placer entre la fin de phrase et le point final[comme ça].
- Les liens internes (vers d'autres articles de Wikipédia) sont à choisir avec parcimonie. Créez des liens vers des articles approfondissant le sujet. Les termes génériques sans rapport avec le sujet sont à éviter, ainsi que les répétitions de liens vers un même terme.
- Les liens externes sont à placer uniquement dans une section « Liens externes », à la fin de l'article. Ces liens sont à choisir avec parcimonie suivant les règles définies. Si un lien sert de source à l'article, son insertion dans le texte est à faire par les notes de bas de page.
- La présentation des références doit suivre les conventions bibliographiques. Il est recommandé d'utiliser les modèles {{Ouvrage}}, {{Chapitre}}, {{Article}}, {{Lien web}} et/ou {{Bibliographie}}. Le mode d'édition visuel peut mettre en forme automatiquement les références.
- Insérer une infobox (cadre d'informations à droite) n'est pas obligatoire pour parachever la mise en page.

Pour une aide détaillée, merci de consulter Aide:Wikification.
Si vous pensez que ces points ont été résolus, vous pouvez retirer ce bandeau et améliorer la mise en forme d'un autre article.
 (décembre 2023).
Si vous disposez d'ouvrages ou d'articles de référence ou si vous connaissez des sites web de qualité traitant du thème abordé ici, merci de compléter l'article en donnant les références utiles à sa vérifiabilité et en les liant à la section « Notes et références ».
Mochoryne (en ukrainien : Мошорине) est un village de la région de Kirovohrad en Ukraine.

## Histoire
Le village a été fondé par des immigrants serbes au milieu du XVIIIe siècle, probablement du village serbe de Mochorin, et ils ont nommé la rivière locale Beška, probablement d'après le village de Beehka en Serbie, d'où pourraient provenir les immigrants.

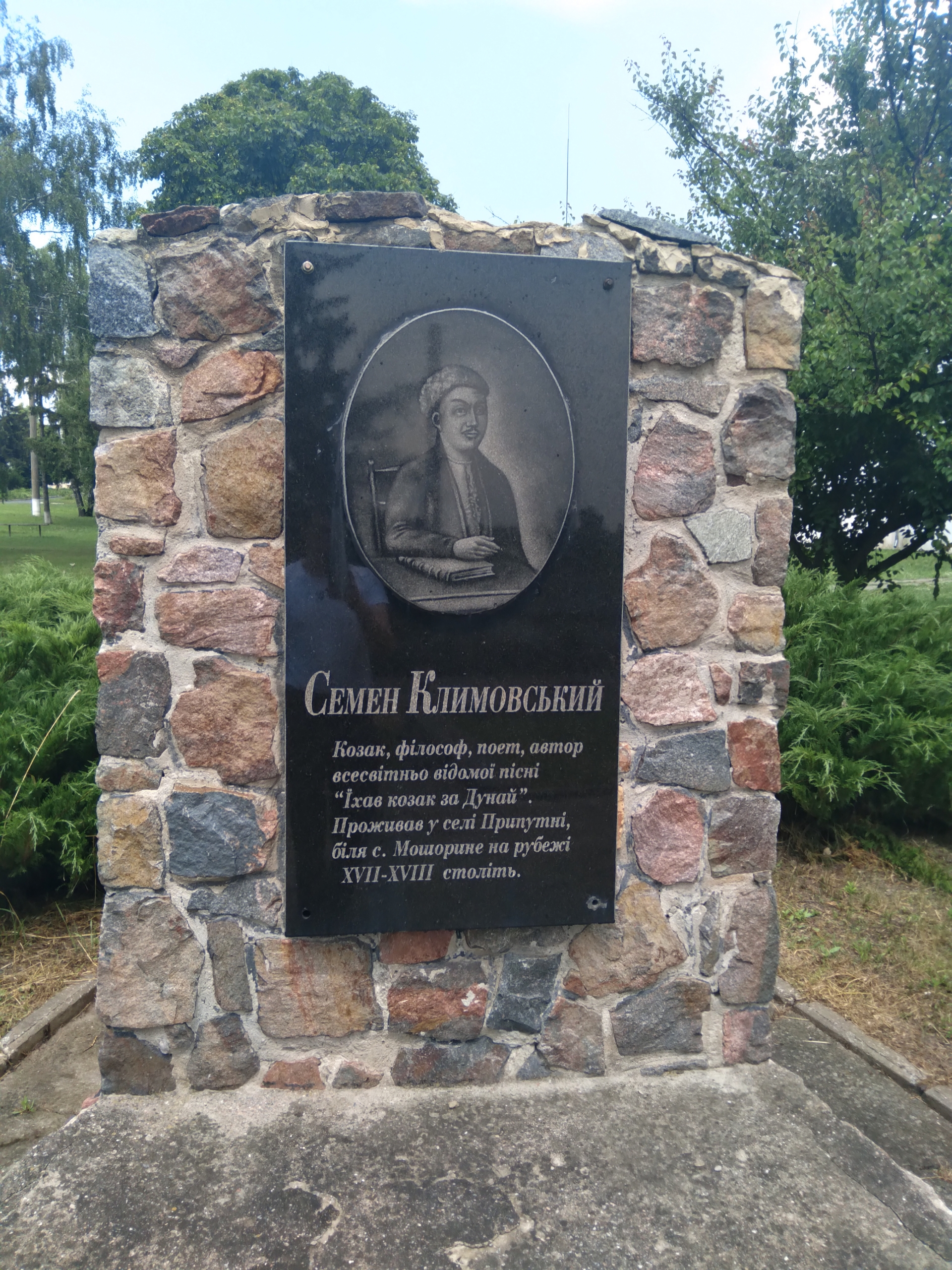
un monument à Semen Klymovsky

Dans les années 1785, l'auteur de la célèbre chanson ukrainienne "Un cosaque chevauche au-delà du Danube", Semen Klymovsky, passa ici les dernières années de sa vie et fonda le village voisin de Pryputni.
En 1886, 3 359 personnes vivaient dans le village, il y avait 536 fermes, une église orthodoxe, une école et 9 bancs.
Durant l'Holodomor de 1932-1933, au moins 26 villageois sont morts.

## Galerie

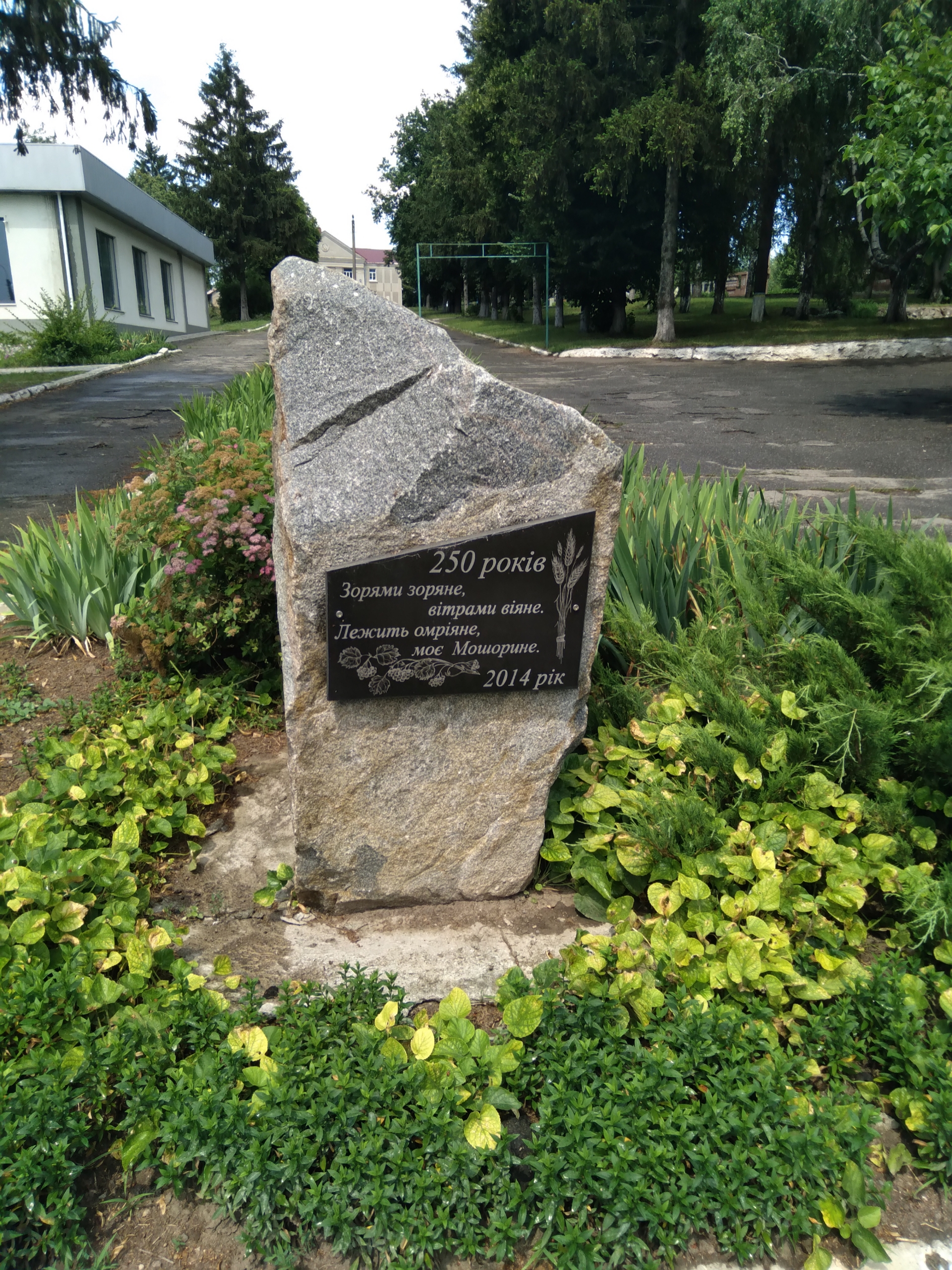
un monument au 250ème anniversaire du village
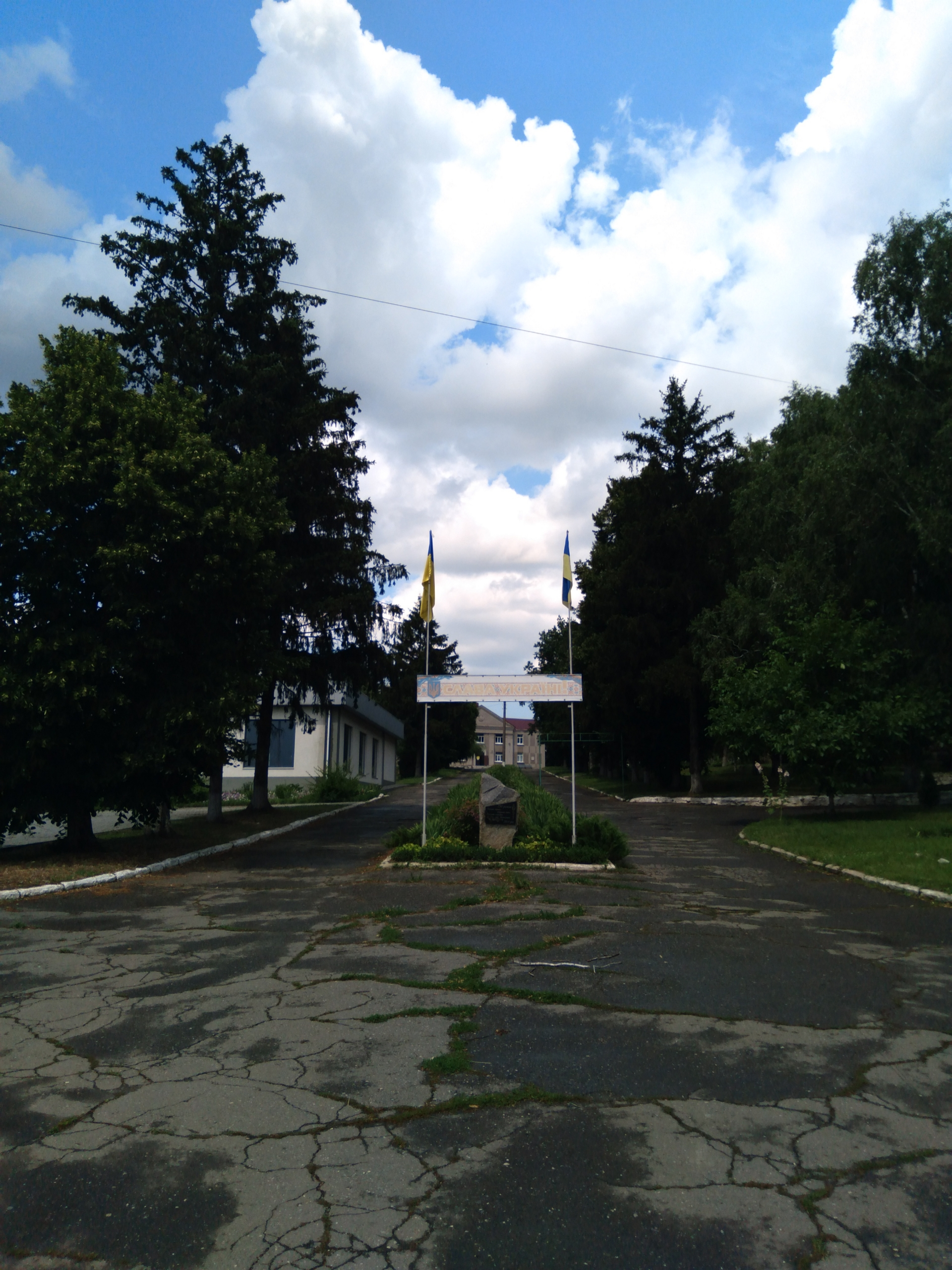
bâtiment administratif
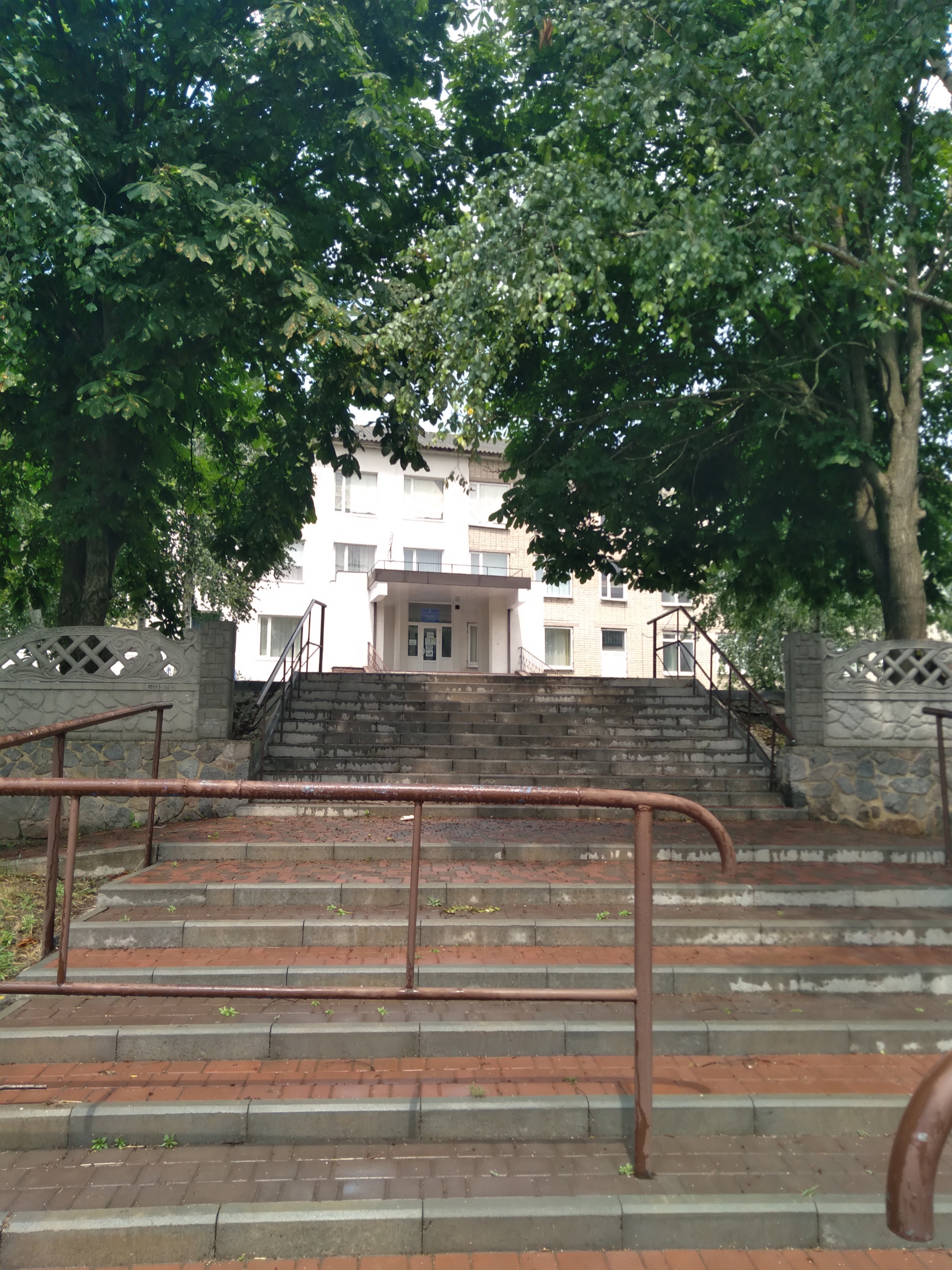
école
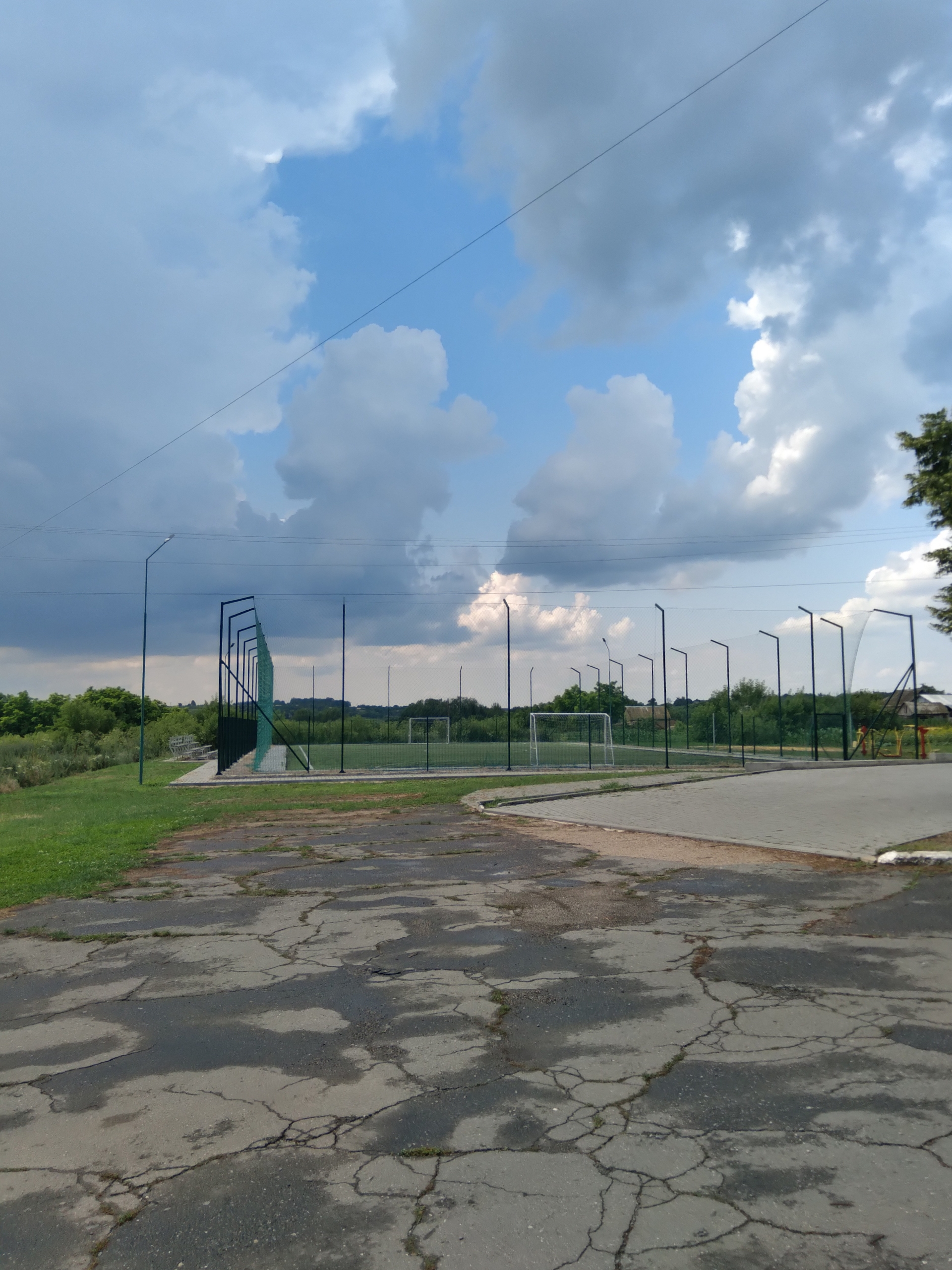
terrain de football
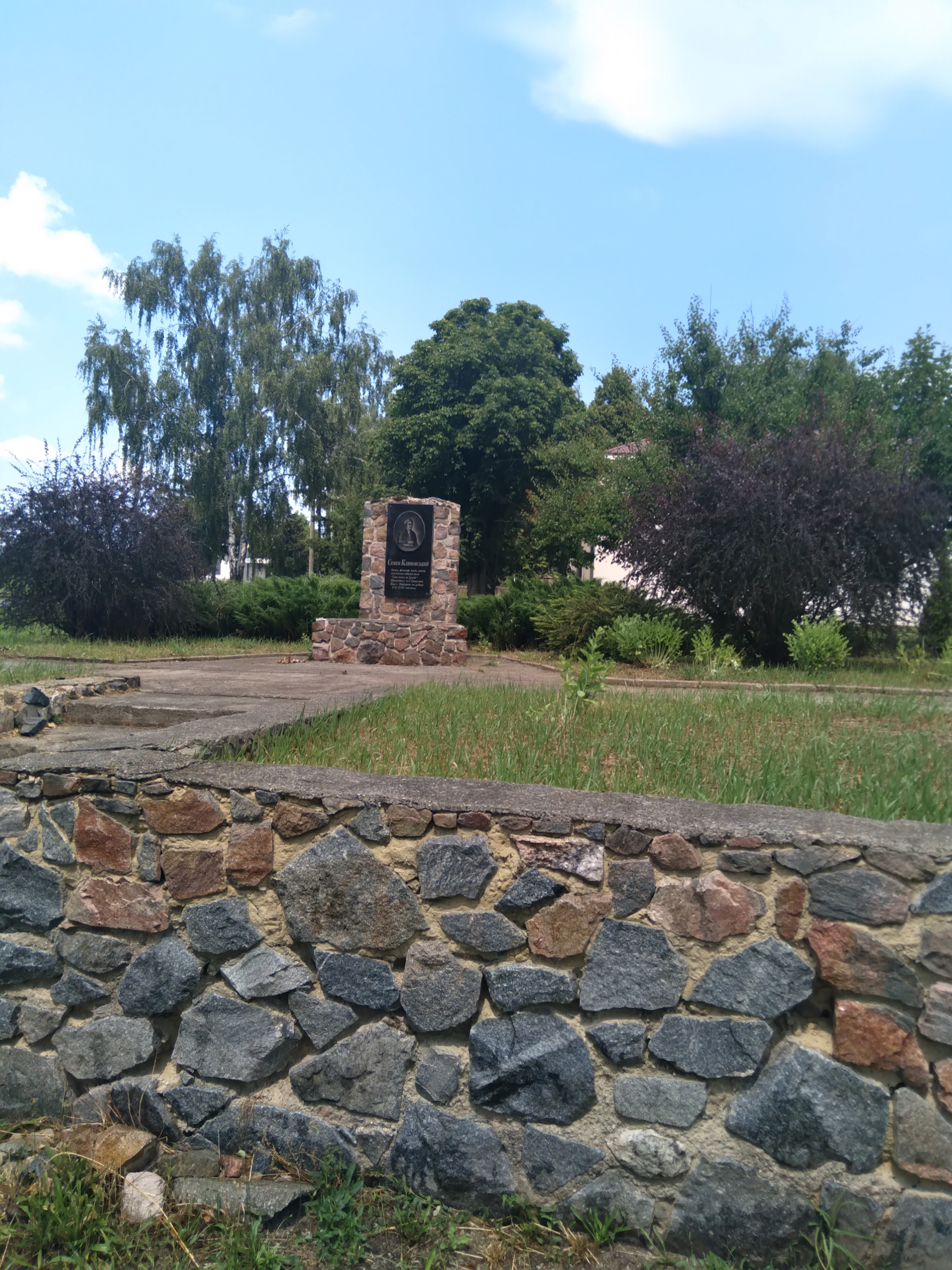
monument à Semen Klymovsky
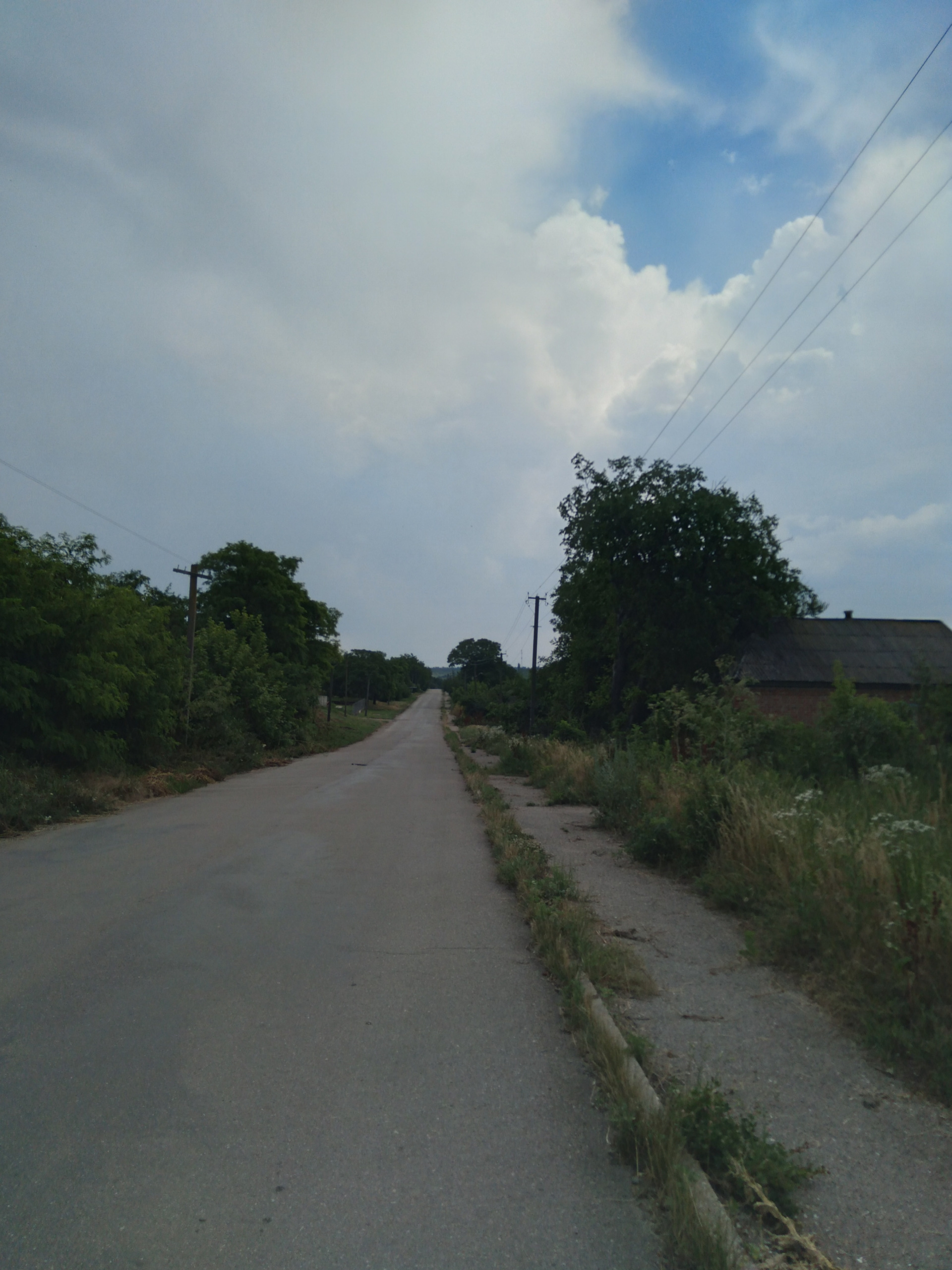
rue centrale
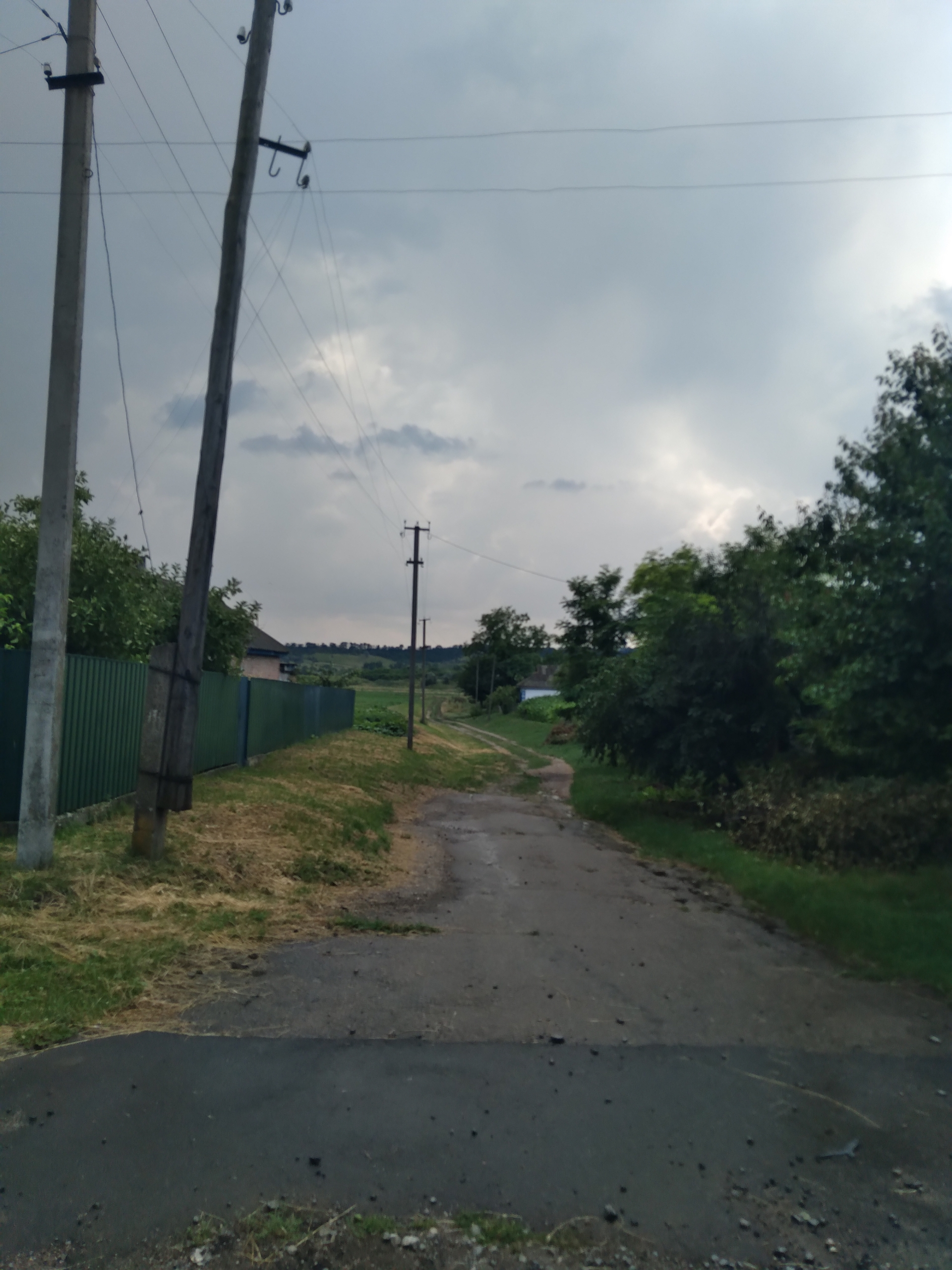
une des voies
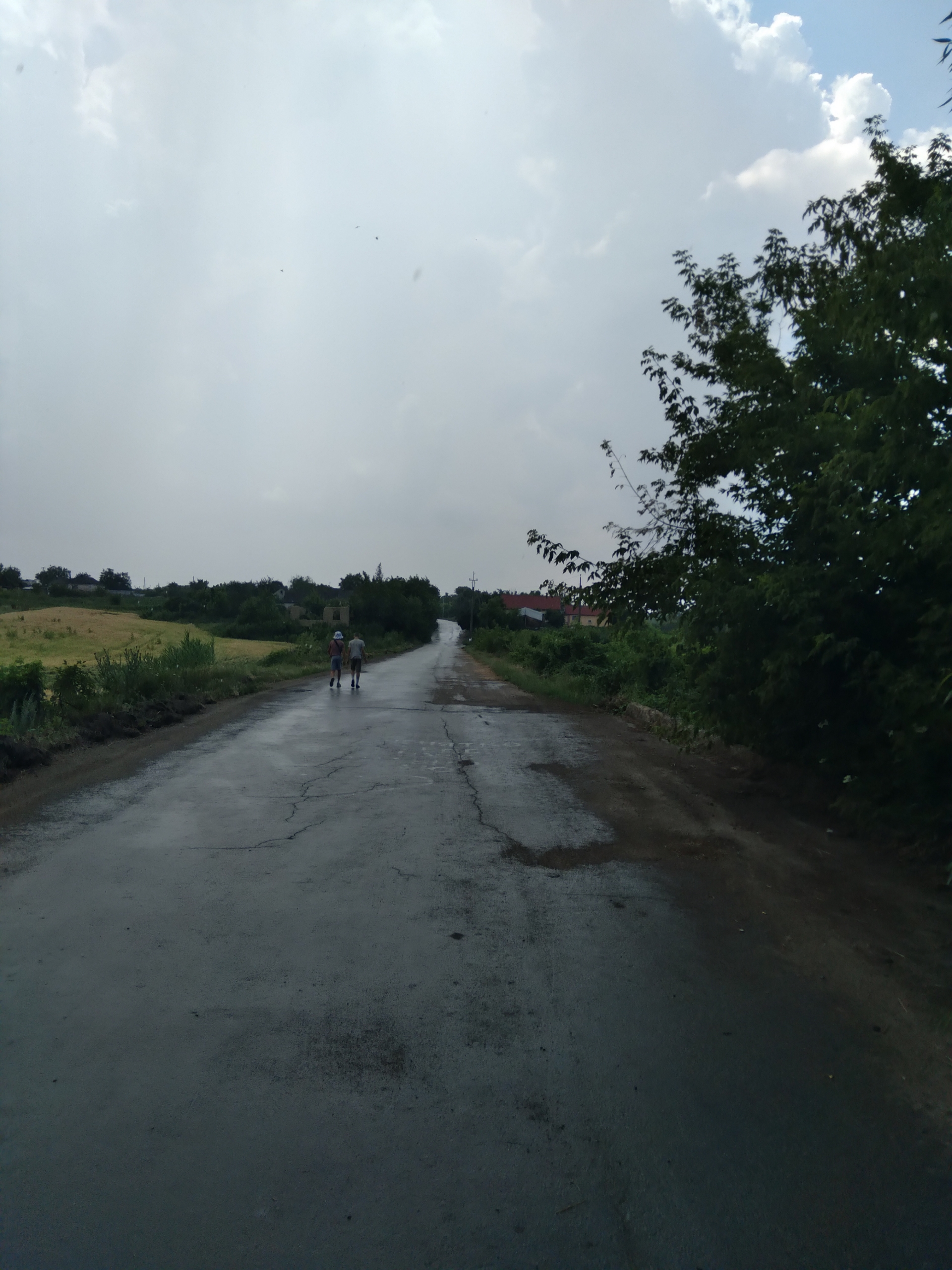
un pont sur la rivière Bechka
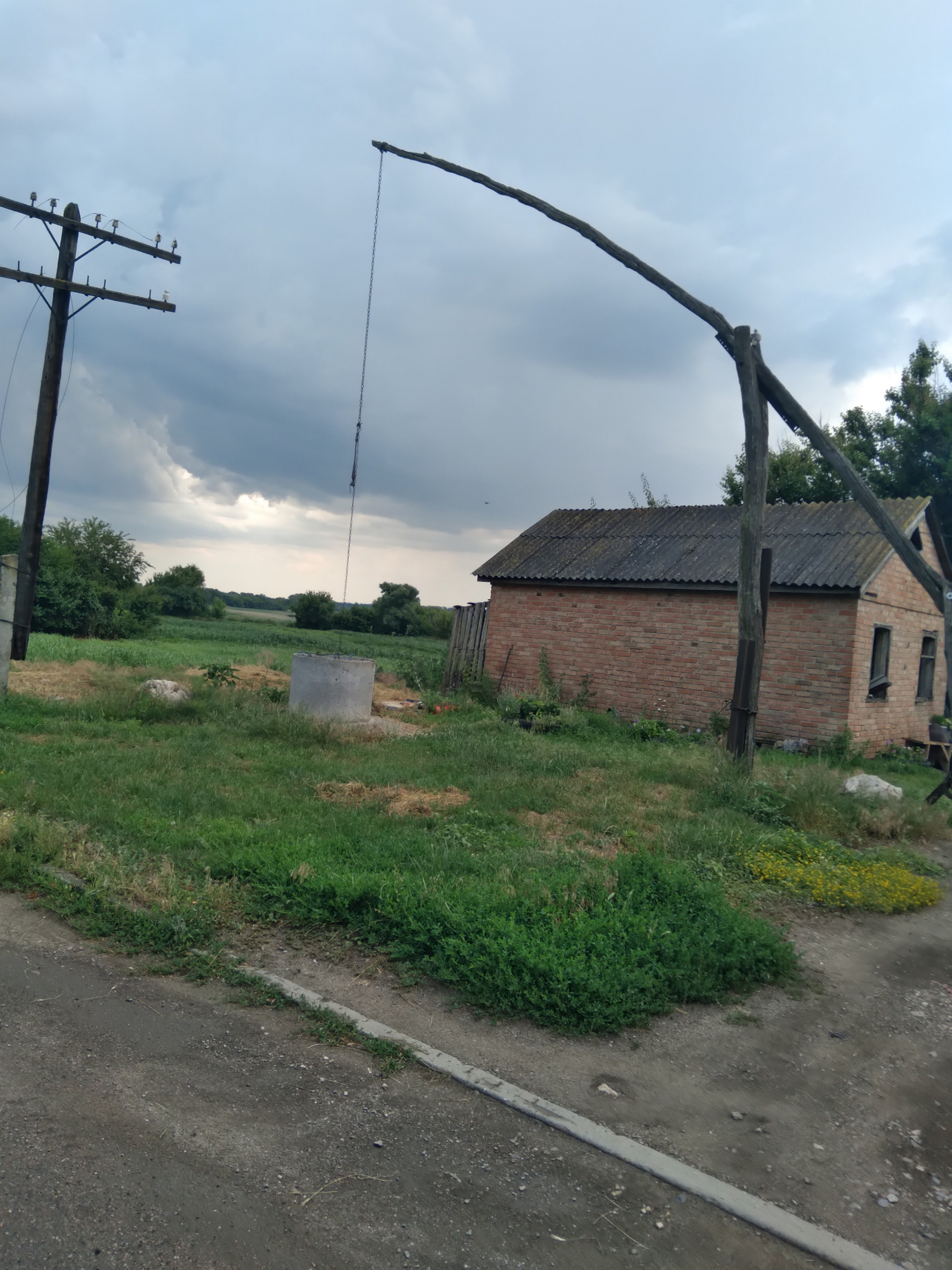
un des puits
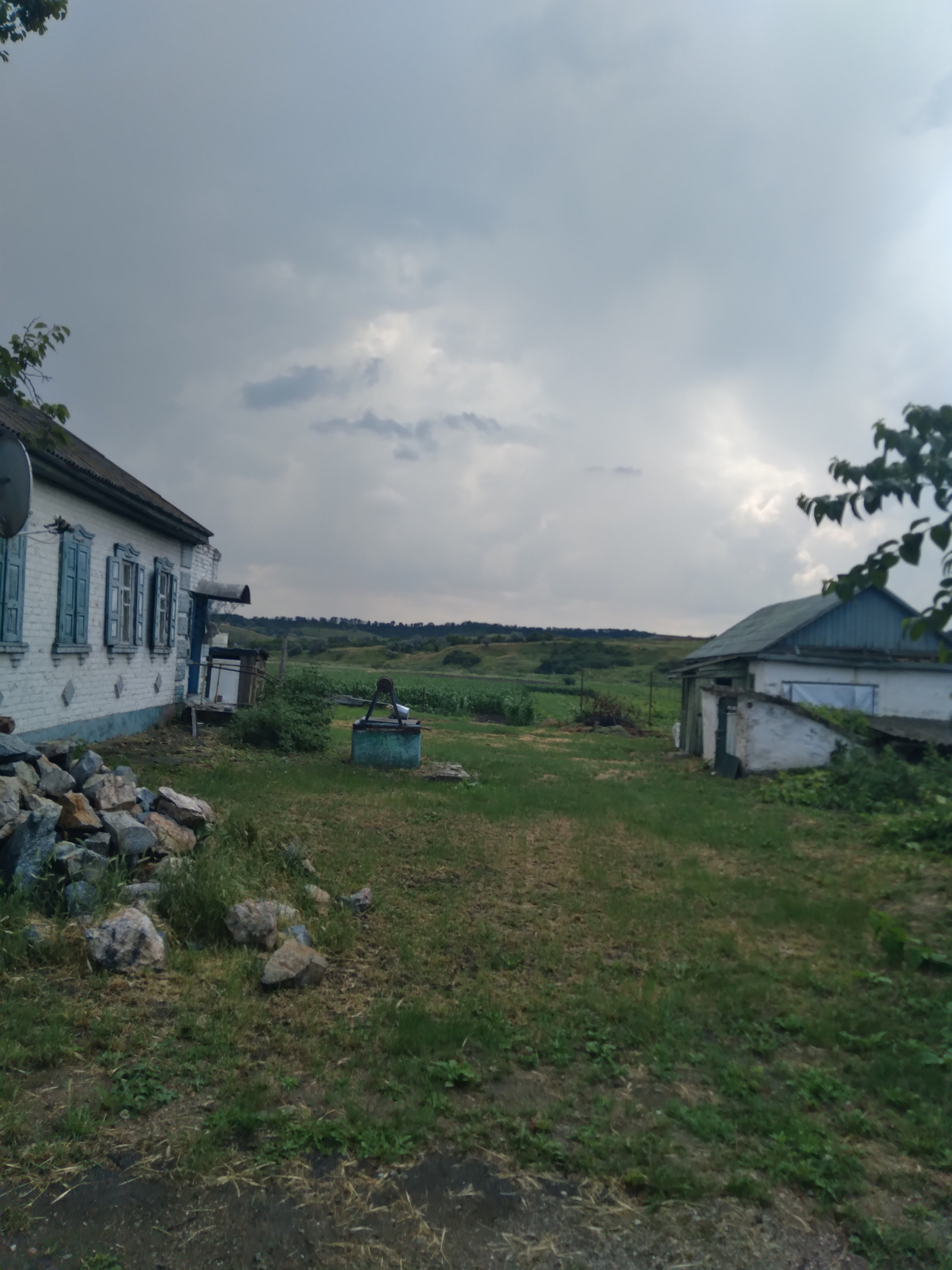
cour abandonnée
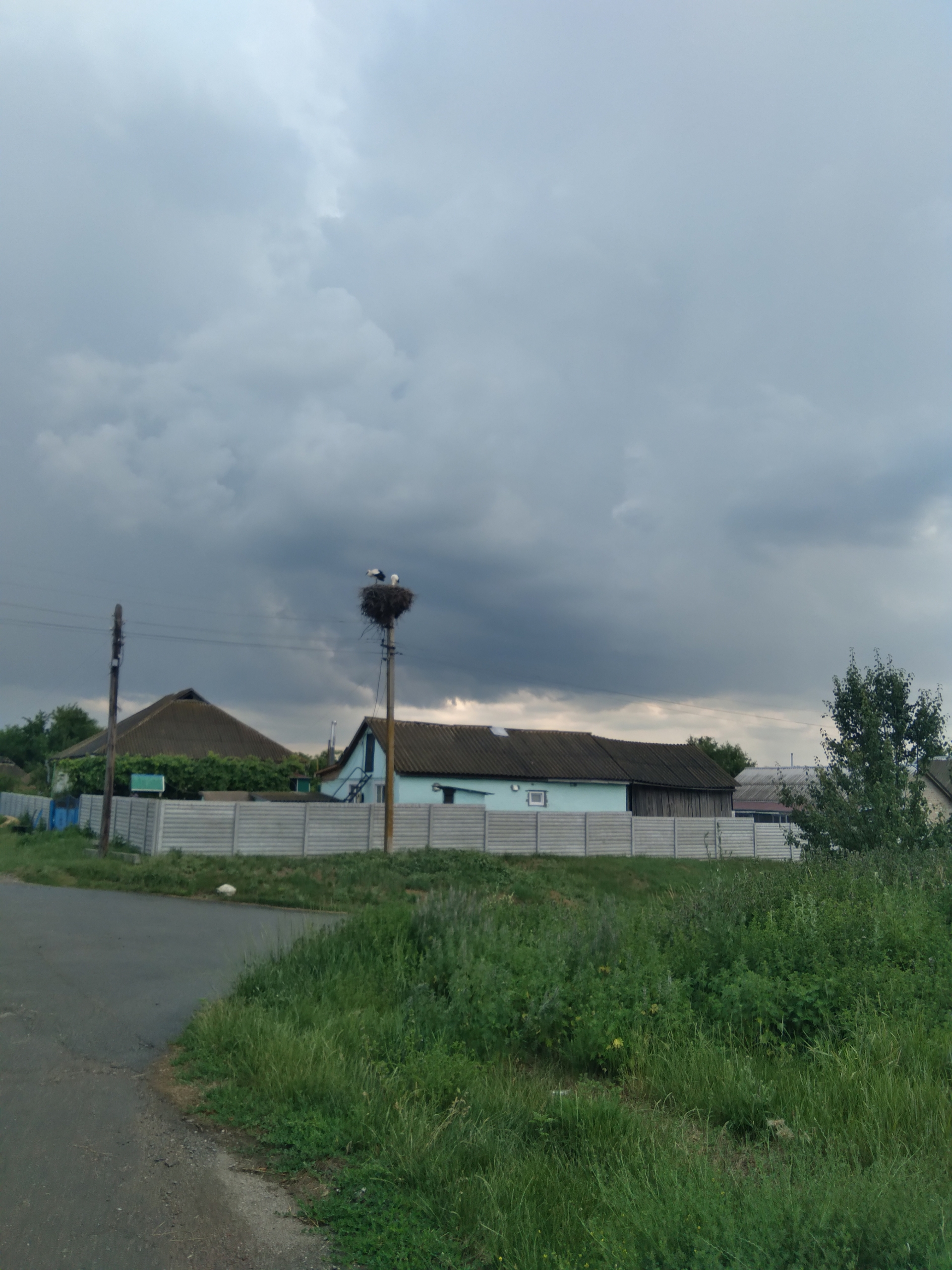
nid de cigogne